# 予算空白
予算空白（よさんくうはく）とは、本予算案又は暫定予算案が成立しないことで予算支出の根拠がないまま成立させる予定だった予算の執行日を迎えてしまうこと。

## 日本
財政法第11条では「国の会計年度は、毎年4月1日に始まり、翌年3月31日に終るものとする」と規定されており、3月31日までに内閣が作成・提出した翌年度本予算案を国会で承認を得て成立させることが基本とされている。本予算が成立しない見込みの場合は財政法第30条により一会計年度のうちの一定期間に係る暫定予算案を作成・提出して国会で承認を得ることで急場をしのぐことになる。
なお、当初予算又は暫定予算が成立しないまま予算の執行日を迎えた場合は現行法では全く想定されていない。日本国憲法下でこのような予算空白という事態は2022年4月時点で最大で7日間ではあるが17回発生しており、その際には恩給費・生活保護費・司法修習生の手当など特定期日に支給すべき経費については支給延期・後払いなどが起こった。
なお大日本帝国時代は大日本帝国憲法第71条で本予算が年度開始前までに成立しなかった場合には前年度の予算がそのまま新年度予算として執行される規定があったため、予算空白が生まれる余地が存在しなかった。

### 日本国憲法下での国家財政における予算空白の実例
| 年度     | 予算区分        | 成立年月日    | 空白期間 | 備考                        |
| -------- | --------------- | ------------- | -------- | --------------------------- |
| 1948年度 | 暫定予算        | 1948年4月1日  | －       | 1948年4月1日～1948年4月30日 |
| 1948年度 | 暫定補正予算1号 | 1948年4月5日  | －       | 暫定予算の追加              |
| 1948年度 | 暫定補正予算2号 | 1948年5月1日  | －       | 1948年5月1日～1948年5月31日 |
| 1948年度 | 暫定補正予算3号 | 1948年5月28日 | －       | 1948年6月1日～1948年6月30日 |
| 1948年度 | 本予算          | 1948年7月4日  | 3日間    |                             |
| 1949年度 | 暫定予算        | 1949年4月1日  | －       | 1949年4月1日～1949年4月15日 |
| 1949年度 | 本予算          | 1949年4月20日 | 4日間    |                             |
| 1950年度 | 本予算          | 1950年4月3日  | 2日間    |                             |
| 1954年度 | 本予算          | 1954年4月3日  | 2日間    |                             |
| 1966年度 | 本予算          | 1966年4月2日  | 1日間    |                             |
| 1975年度 | 本予算          | 1975年4月2日  | 1日間    |                             |
| 1978年度 | 本予算          | 1978年4月4日  | 3日間    |                             |
| 1979年度 | 本予算          | 1979年4月3日  | 2日間    |                             |
| 1980年度 | 本予算          | 1980年4月4日  | 3日間    |                             |
| 1981年度 | 本予算          | 1981年4月2日  | 1日間    |                             |
| 1982年度 | 本予算          | 1982年4月5日  | 4日間    |                             |
| 1983年度 | 本予算          | 1983年4月4日  | 3日間    |                             |
| 1985年度 | 本予算          | 1985年4月5日  | 4日間    |                             |
| 1986年度 | 本予算          | 1985年4月4日  | 3日間    |                             |
| 1988年度 | 暫定予算        | 1988年4月5日  | 4日間    | 1988年4月1日～1988年4月8日  |
| 1988年度 | 本予算          | 1988年4月7日  | －       |                             |
| 1989年度 | 暫定予算        | 1989年3月31日 | －       | 1989年4月1日～1989年5月20日 |
| 1989年度 | 本予算          | 1988年5月28日 | 7日間    |                             |
| 1990年度 | 暫定予算        | 1990年4月4日  | 3日間    | 1990年4月1日～1990年5月20日 |
| 1990年度 | 暫定予算補正1号 | 1990年5月28日 | －       | 1990年5月21日～1990年6月8日 |
| 1990年度 | 本予算          | 1990年6月7日  | －       |                             |

## 日本以外
アメリカ合衆国
アメリカ合衆国では予算決議案（当初予算や暫定予算）が成立しない場合、当面は臨時措置による予算で政府が運営されるが、この資金が枯渇すると政府閉鎖や米国債の債務不履行という事態が発生する。
プロイセン
プロイセンにおいてはオットー・フォン・ビスマルク首相が軍制改革の予算案が議会で否決された際に「憲法に国王と両議院のいずれもが予算に同意できない場合の取り扱いが規定されておらず、だからといって予算不成立を理由に国家運営を停止させるわけにはいかない以上、首相は主権者たる国王からの負託に基づいて国家運営を行うべき」として無予算統治を正当化する論拠に空隙説を用いた。無予算統治は1862年から1866年まで4年に及び、その間に無予算統治は違憲とする議会側と対立したが、最終的には1866年にビスマルクが無予算統治期間の予算について議会に事後承認を求める事後承認法を提出する代わりに、無予算統治は国政運営上不可避であったとして免責を得ることで議会と妥協した。